# Hagen Tschoeltsch
Hagen Tschoeltsch (* 26. Februar 1941 in Breslau) ist ein deutscher Politiker der FDP.

## Ausbildung und Beruf
Hagen Tschoeltsch besuchte die Volksschule und die Oberrealschule. Die Mittlere Reife erlangte er 1958 und die Fachhochschulreife 1960. Eine Elektroinstallateurlehre schloss er 1961 mit der Gesellenprüfung ab. Er absolvierte die Ingenieurschule mit Fachrichtung Elektrotechnik 1965 mit dem Ingenieurexamen. Von 1965 bis 1970 arbeitete Tschoeltsch als Elektroingenieur in Frankfurt. Von 1970 bis 1980 war Geschäftsführer in Neunkirchen. 1980 bis 1989 wirkte er als beratender Ingenieur mit eigenem Ingenieurbüro in Neunkirchen. Ab 1980 war er geschäftsführender Gesellschafter in Neunkirchen-Vluyn.

## Politik
Hagen Tschoeltsch ist seit 1974 Mitglied der FDP. Von 1975 bis 1979 war er Ortsverbandsvorsitzender der FDP in Neunkirchen und von 1979 bis 1982 stellvertretender Kreisvorsitzender der FDP in Siegen. 1982 wurde er Bezirksvorsitzender Westfalen-West und Mitglied des Landesvorstandes der FDP NRW. Stellvertretender Landesvorsitzender der FDP NRW war Tschoeltsch von Dezember 1994 bis April 1996. Von 1975 bis 1985 fungierte er als Fraktionsvorsitzender der FDP im Kreistag Siegen-Wittgenstein.
Hagen Tschoeltsch war vom 30. Mai 1985 bis zum 31. Mai 1995 Mitglied des zehnten und elften Landtages von Nordrhein-Westfalen, in den er jeweils über die Landesliste einzog. Er fungierte von 1988 bis 1995 als Parlamentarischer Geschäftsführer der FDP-Landtagsfraktion.
Von 1983 bis 1987 war Hagen Tschoeltsch ehrenamtlicher Vorsitzender der Friedrich-Harkort-Stiftung. Er ist Mitglied im Kuratorium Stift Keppel.

## Ehrungen
- 2011: Verdienstkreuz am Bande der Bundesrepublik Deutschland